# Chrysler
Chrysler (/kraɪslər/) es un marca de la industria automotriz con sede en Auburn Hills, Míchigan, Estados Unidos, siendo actualmente propiedad del grupo Stellantis con sede en Países Bajos, derivado de la fusión entre los grupos Fiat Chrysler Automobiles y Groupe PSA. Se organizó por primera vez en 1925 bajo el nombre Chrysler Corporation. Hasta 1998, Chrysler Corporation cotizó en la Bolsa de Nueva York con el símbolo "C".

## Historia

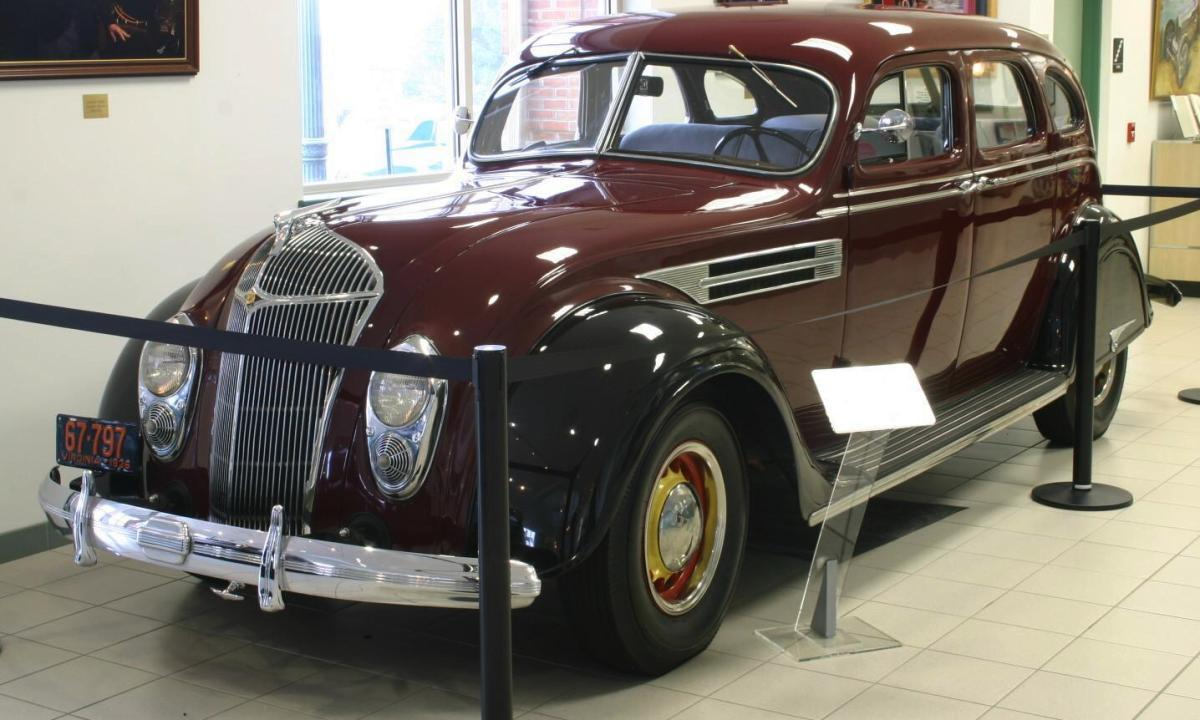
Airflow Serie C-9 de 1936.

En 1998, Chrysler y sus subsidiarias fueron adquiridas por el grupo alemán Daimler-Benz AG, dando lugar a DaimlerChrysler AG. Bajo DaimlerChrysler, la compañía se denominó DaimlerChrysler Motors Company LLC. El 14 de mayo de 2007, DaimlerChrysler anunció la venta del 80.1% de Chrysler Group a la empresa estadounidense de capital inversión Cerberus Capital Management, L.P., para denominarse entonces Chrysler LLC, aunque Daimler, renombrado a Daimler AG, continuó controlando un paquete accionarial del 19.9%. El acuerdo se finalizó el 3 de agosto de 2007. El 27 de abril de 2009, Daimler AG firmó un acuerdo vinculante para renunciar a su 19.9% restante en Chrysler LLC y que pasaría a manos de Cerberus Capital Management y realizó un pago de US$600 000 000 (equivalente a $852 117 264 en 2023) en el fondo de pensiones de Chrysler.
El 30 de abril de 2009, Chrysler LLC se acogió al Capítulo 11 del código de los Estados Unidos (Ley de Quiebra) a la vez que anunció una alianza con el grupo industrial italiano Fiat S.p.A.. El 1 de junio, Chrysler LLC hizo público que se venderían algunas inversiones y operaciones a la recién creada Chrysler Group LLC. Fiat se hizo con un paquete accionarial del 20%, con opción a aumentarla al 35% y finalmente a 51% si se alcanzan una serie de metas financieras y de desarrollo de la empresa. En enero de 2014, Fiat adquirió la totalidad del grupo estadounidense Chrysler Group LLC. 
El 10 de junio de 2009, se completó la venta de las inversiones de Chrysler a Chrysler Group LLC, también conocida como "La Nueva Chrysler". El gobierno federal financió el acuerdo aportando US$6 600 000 000 (equivalente a $9 373 289 902 en 2023) de financiación, abonados a la "La Antigua Chrysler", una compañía nueva denominada Old Carco LLC y creada para hacerse cargo de las inversiones restantes y de las responsabilidades restantes del capítulo 11. La transferencia no incluyó 8 plantas de fabricación y tampoco muchas propiedades inmobiliarias o bienes de producción. Tampoco se transfirieron los contratos con 789 concesionarios estadounidenses.

### Fundación y primeros años

Logotipo de Chrysler Europe, con la estrella de cinco puntas sobre un pentágono azul

La compañía estadounidense fue fundada por Walter Percy Chrysler en 1925. Tiene sus orígenes en Buick, donde Walter Chrysler consiguió un trabajo menor tras conseguir el título de mecánico oficial de la Union Pacific con 20 años de edad, logrando hacer fortuna. Dejó la compañía en 1920 después de haber recibido una oferta de la presidencia de la compañía (actualmente Buick es un fabricante de coches de lujo en Estados Unidos). En 1923 accedió a la presidencia de Maxwell-Chalmers, un fabricante automotriz que se encontraba en serios problemas económicos. Chrysler realizó una reorganización y reestructuración de la empresa y contrató a los ingenieros Fred Zeder, Carl Breer y Owen Skelton para la fabricación de un motor de seis cilindros en línea. A partir de entonces comercializaron coches durante 20 años.
Sobre la base de Maxwell-Chalmers fundó Chrysler Corporation el 25 de junio de 1925. El primer modelo que lanzaron al mercado fue denominado precisamente Maxwell, conocido también como B-70. Era un coche de lujo del que se vendieron 32 000 unidades. En 1928 Chrysler presentó su nueva marca de vehículos de bajo coste, la mítica Plymouth. Pero el verdadero golpe lo dio ese mismo año, al hacerse con Dodge, fundada en 1914 y que en ese momento era cinco veces más grande que Chrysler. El grupo automotriz estaba ya entre los tres grandes de Estados Unidos y Walter Chrysler lo escenificó al trasladarse a Nueva York para construir el edificio Chrysler.
La década de los años 30 estuvo marcada por la Gran Depresión y el nacimiento del modelo Airflow en 1934, un coche que marcaría tendencia en el futuro. El 18 de agosto de 1940 murió Walter Chrysler. La Segunda Guerra Mundial provocó un giro radical en la política de la compañía. La fabricación de turismos se vio bruscamente interrumpida tras el estallido del conflicto, por lo que Chrysler fabricó medio millón de camiones militares. Al término de la contienda, la compañía retomó la construcción de turismos, pero estos aún continuaban la línea de elaboración de los modelos de preguerra, por lo que no calaron entre el público. Esto obligó a realizar un completo “lavado de cara” para el catálogo de 1949.
En los años 50, la sociedad norteamericana vivía en la abundancia y orgullosa de su célebre estilo de vida. Chrysler introdujo llamativos modelos, colores y el enorme tamaño de los coches de la época junto con avances técnicos como los elevalunas eléctricos y el tocadiscos integrado, que podían cargar hasta 19 discos.
La industria automotriz, que venía de unos apacibles años 60, volvió a temblar durante los 70. La crisis del petróleo de 1973 provocó un cambio en la tendencia de los consumidores: los grandes deportivos americanos “muscle cars” dejaron paso a coches más seguros y económicos. Los fabricantes estadounidenses se vieron seriamente perjudicados tras el embargo del petróleo por parte de la OPEP, ya que solamente habían construido coches enormes. Chrysler lanzó en 1975 el Cordoba y LeBaron, los vehículos más pequeños que habían hecho nunca.
Además, Chrysler compró el 15% de las acciones de Mitsubishi Motors en 1970 y comenzó a comercializar autos subcompactos y compactos importados de Japón bajo las marcas Chrysler, Dodge y Plymouth.
La profunda crisis continuó durante los primeros años de la década de los años 80. En 1985, Chrysler y Mitsubishi conformaron la alianza Diamond-Star Motors, tomando su nombre del puntiagudo logo compartido por ambas marcas y, en 1988, inauguraron una fábrica en Illinois para fabricar modelos en conjunto, su primer auto en ser fabricado sería un cupé de 2 puertas con 4 cilindros, el cual fue el tuneado Mitsubishi Eclipse, también conocido como el Plymouth Lazer o Eagle Talon. Esta asociación terminó cerca del año 2000 cuando Mitsubishi actualizó el Eclipse. Regresando a los años 80, Chrysler se alió con AMC en 1985 para fabricar modelos en la fábrica de la segunda y, en 1987, compró la empresa a Renault. Los modelos AMC pasaron a denominarse Eagle y sus sucesores pasaron a ser versiones rebautizadas de modelos de Chrysler, Dodge, Plymouth y Mitsubishi.
Sin embargo, Chrysler logró dos hitos importantes para la compañía en ese momento y, más tarde, para el manejo y el automovilismo comercial en general. Se trataba del monovolumen, que arrasó en Estados Unidos y Europa con la mítica Voyager y la introducción, por vez primera, de la bolsa de aire de serie. En 1993, Chrysler lanzó el Dodge Viper, un automóvil deportivo equipado con motor V10. Mitsubishi compró la fábrica de Diamond-Star y la alianza desapareció. La marca Eagle desapareció en 1998.
En 1998, Jürgen E. Schrempp, presidente de Daimler-Benz AG y el presidente de Chrysler, Robert Eaton, sellaron su alianza en la que se fusionaban bajo el nombre de DaimlerChrysler. El nuevo grupo automotriz permaneció como tal hasta 2007, cuando las respectivas compañías decidieron romper el acuerdo.
El antiguo propietario de la firma, Walter Percy Chrysler Jr., formó una importante colección de arte que actualmente se alberga en el Museo Chrysler de Norfolk (Virginia).

## Modelos actuales

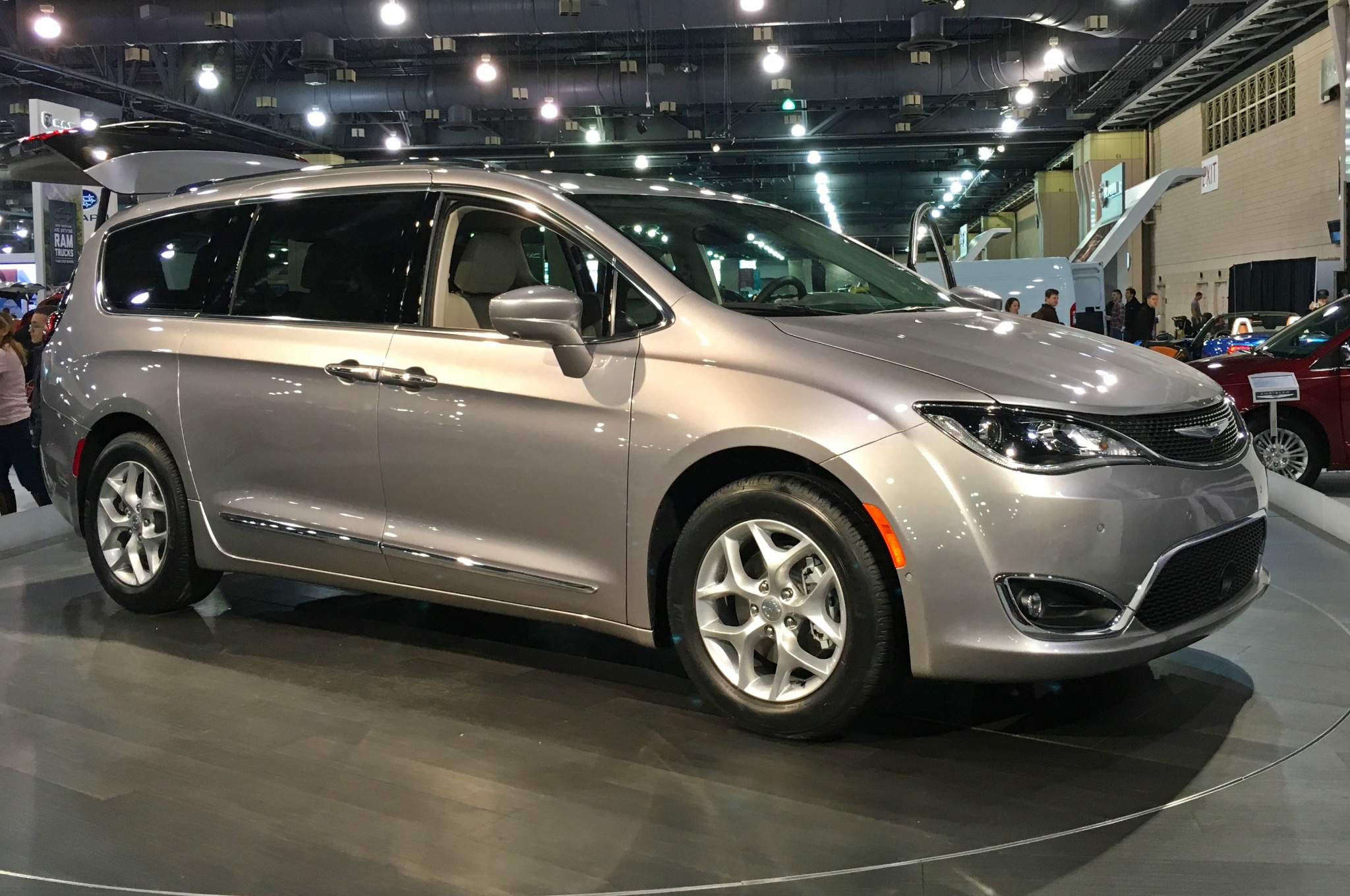
Pacifica de 2017.

El único modelo de la marca que se ofrece actualmente es la minivan Pacifica, lo anterior tras haberse dado fin a la producción del 300C el 31 de diciembre de 2023.

## Modelos anteriores
| - 300 Letter Series (1955-1965) - 300M (1998-2004) - 300 (1962-1971) - Airflow (1934-1937) - Aspen (2007-2009) - Airstream (1935-1936) - Centura (1975-1978) - Cirrus (1995-2000) - Concorde (1993-2004) | - Conquest (1987-1989) - Sebring (1995-2010) - Crossfire (2004-2007) - E-Class (1983-1984) - Executive (1983-1986) - Fifth Avenue (1983-1993) - Imperial (1926-1993) - Laser (1984-1986) - LeBaron (1977-1995) | - LHS (1994-2001) - Neon (1994-2005) - Newport (1940-1981) - New Yorker (1939-1996) - Prowler (1997-2002) - PT Cruiser (2000-2007) - Royal (1937-1940) - Phantom (1987- 1994) - 300C (2004-2023) |